# Habronyx edwardsii
Habronyx edwardsii är en stekelart som först beskrevs av Cresson 1879.  Habronyx edwardsii ingår i släktet Habronyx och familjen brokparasitsteklar. Inga underarter finns listade i Catalogue of Life.